# Движение за многопартийную демократию
Движение за многопартийную демократию (англ. Movement for Multi-Party Democracy) — левоцентристская политическая партия в Замбии. Лидер партии Феликс Мутати.

## История
Движение за многопартийную демократию возникло в июле 1990 года, его возглавлял Фредерик Чилуба, лидер национального профобъединения Конгресс профсоюзов Замбии. Это было оппозиционное движение, выступающее за демократию и многопартийность в Замбии (до 17 декабря 1990 года Замбия была страной с однопартийной системой). На всеобщих выборах, которые состоялись 31 октября 1991 года, Фредерик Чилуба стал президентом и сменил Кеннета Дейвида Каунду, находившегося 27 лет на этом посту.